# Hidrolândia (Ceará)
Hidrolândia é um município brasileiro do estado do Ceará, Mesorregião do Noroeste Cearense. Teve seu desenvolvimento as margens do Rio Batoque. Sua população estimada em 2024 era de 18.225 habitantes.

## Toponímia
Seu primeiro nome foi Cajazeiras, devido a um grande pé de cajazeira nas margens do rio, que outrora servira de abrigo a viajantes que se abrigavam nas sombras dessa frondosa árvore.

## Formação administrativa
Em 1882, Cajazeiras (o primeiro nome de Hidrolândia) se transformou em distrito do município de Entre Rios. Em 1933 Entre Rios foi anexado por Santa Quitéria, e então Cajazeiras foi junto. Em 1943 Cajazeiras mudou o nome para Batoque. Em 1957 Batoque se emancipa de Santa Quitéria, e anexa o distrito Irajá, até então pertencente a Ipu. Em 1963 Irajá se emancipa de Batoque (hoje pertence a Hidrolândia), e no mesmo ano são criados os distritos de Betânia e Conceição. Em 1965 Batoque mudou o nome para Hidrolândia e anexou o extinto município de Irajá, pois o mesmo não pôde ser instalado.
Atualmente Hidrolândia possui quatro distritos.
1. Betânia
2. Conceição
3. Hidrolândia (distrito-sede)
4. Irajá

## História
Hidrolândia surgiu de um povoado às margens do rio Batoque, sendo que as terras ali existentes pertenciam de imediato à família Timbó. Assim, passou a ser conhecida como Cajazeiras dos Timbó (Timbó no singular, pois representa a família), sendo depois mudado o nome para Batoque, em virtude da existência do rio Batoque que atualmente corta a cidade. Anos depois, na cidade foi encontrada uma fonte de água sulfurosa (só existia um poço perfurado em meados da década de 1960), sendo que a mesma deu um novo aspecto à cidade, que durante algum tempo foi alvo de romarias por causa dos efeitos da cura medicinal e, posteriormente, a um suposto milagre devido à água. Dessa forma, a cidade recebeu o nome em homenagem à fonte, passando então a se chamar Hidrolândia, ou seja, "terra das águas" (hidro = água e lândia= cidade)

## Geografia
A área do município é de 926,59 km2, o que representa aproximadamente 0,62% do território do estado do Ceará, 0,06% da área da região Nordeste do Brasil e 0,01% do território nacional. Localizada a 259 km de Fortaleza, a capital estadual, Hidrolândia faz divisa com os municípios de Ipu e Pires Ferreira a oeste, Santa Quitéria ao norte e a leste, Catunda a leste e ao sul, Tamboril e Nova Russas ao sul e Ipueiras a sudoeste.
De acordo com a divisão regional do Brasil instituída pelo Instituto Brasileiro de Geografia e Estatística (IBGE) em 2017, Hidrolândia está inserida nas regiões geográficas intermediária e imediata de Sobral. Na classificação anterior, o município fazia parte da microrregião de Santa Quitéria, dentro da mesorregião do Noroeste Cearense.

### Clima
O clima de Hidrolândia é classificado como tropical quente semiárido, segundo a tipologia climática oficial do IBGE. As temperaturas médias variam entre 26°C e 28°C, e a região apresenta duas estações distintas: um verão chuvoso e um inverno seco. O período de chuvas se concentra entre janeiro e abril, seguido por uma longa estação seca que abrange os oito meses restantes do ano.
| Dados climatológicos para Hidrolândia (Posto Hidrolândia)    | Dados climatológicos para Hidrolândia (Posto Hidrolândia) | Dados climatológicos para Hidrolândia (Posto Hidrolândia) | Dados climatológicos para Hidrolândia (Posto Hidrolândia) | Dados climatológicos para Hidrolândia (Posto Hidrolândia) | Dados climatológicos para Hidrolândia (Posto Hidrolândia) | Dados climatológicos para Hidrolândia (Posto Hidrolândia) | Dados climatológicos para Hidrolândia (Posto Hidrolândia) | Dados climatológicos para Hidrolândia (Posto Hidrolândia) | Dados climatológicos para Hidrolândia (Posto Hidrolândia) | Dados climatológicos para Hidrolândia (Posto Hidrolândia) | Dados climatológicos para Hidrolândia (Posto Hidrolândia) | Dados climatológicos para Hidrolândia (Posto Hidrolândia) | Dados climatológicos para Hidrolândia (Posto Hidrolândia) |
| Mês                                                          | Jan                                                       | Fev                                                       | Mar                                                       | Abr                                                       | Mai                                                       | Jun                                                       | Jul                                                       | Ago                                                       | Set                                                       | Out                                                       | Nov                                                       | Dez                                                       | Ano                                                       |
| ------------------------------------------------------------ | --------------------------------------------------------- | --------------------------------------------------------- | --------------------------------------------------------- | --------------------------------------------------------- | --------------------------------------------------------- | --------------------------------------------------------- | --------------------------------------------------------- | --------------------------------------------------------- | --------------------------------------------------------- | --------------------------------------------------------- | --------------------------------------------------------- | --------------------------------------------------------- | --------------------------------------------------------- |
| Chuva (mm)                                                   | 110,4                                                     | 133,5                                                     | 244,0                                                     | 189,4                                                     | 84,9                                                      | 18,1                                                      | 4,7                                                       | 0,6                                                       | 0,1                                                       | 0,2                                                       | 5,5                                                       | 27,2                                                      | 818,6                                                     |
| Fonte: Fundação Cearense de Meteorologia e Recursos Hídricos |                                                           |                                                           |                                                           |                                                           |                                                           |                                                           |                                                           |                                                           |                                                           |                                                           |                                                           |                                                           |                                                           |

| Dados climatológicos para Hidrolândia (Posto Betânia)        | Dados climatológicos para Hidrolândia (Posto Betânia) | Dados climatológicos para Hidrolândia (Posto Betânia) | Dados climatológicos para Hidrolândia (Posto Betânia) | Dados climatológicos para Hidrolândia (Posto Betânia) | Dados climatológicos para Hidrolândia (Posto Betânia) | Dados climatológicos para Hidrolândia (Posto Betânia) | Dados climatológicos para Hidrolândia (Posto Betânia) | Dados climatológicos para Hidrolândia (Posto Betânia) | Dados climatológicos para Hidrolândia (Posto Betânia) | Dados climatológicos para Hidrolândia (Posto Betânia) | Dados climatológicos para Hidrolândia (Posto Betânia) | Dados climatológicos para Hidrolândia (Posto Betânia) | Dados climatológicos para Hidrolândia (Posto Betânia) |
| Mês                                                          | Jan                                                   | Fev                                                   | Mar                                                   | Abr                                                   | Mai                                                   | Jun                                                   | Jul                                                   | Ago                                                   | Set                                                   | Out                                                   | Nov                                                   | Dez                                                   | Ano                                                   |
| ------------------------------------------------------------ | ----------------------------------------------------- | ----------------------------------------------------- | ----------------------------------------------------- | ----------------------------------------------------- | ----------------------------------------------------- | ----------------------------------------------------- | ----------------------------------------------------- | ----------------------------------------------------- | ----------------------------------------------------- | ----------------------------------------------------- | ----------------------------------------------------- | ----------------------------------------------------- | ----------------------------------------------------- |
| Chuva (mm)                                                   | 98,0                                                  | 125,0                                                 | 221,2                                                 | 173,9                                                 | 66,8                                                  | 11,3                                                  | 1,7                                                   | 0,0                                                   | 0,0                                                   | 0,0                                                   | 4,2                                                   | 23,0                                                  | 725,1                                                 |
| Fonte: Fundação Cearense de Meteorologia e Recursos Hídricos |                                                       |                                                       |                                                       |                                                       |                                                       |                                                       |                                                       |                                                       |                                                       |                                                       |                                                       |                                                       |                                                       |

| Dados climatológicos para Hidrolândia (Posto Conceição)      | Dados climatológicos para Hidrolândia (Posto Conceição) | Dados climatológicos para Hidrolândia (Posto Conceição) | Dados climatológicos para Hidrolândia (Posto Conceição) | Dados climatológicos para Hidrolândia (Posto Conceição) | Dados climatológicos para Hidrolândia (Posto Conceição) | Dados climatológicos para Hidrolândia (Posto Conceição) | Dados climatológicos para Hidrolândia (Posto Conceição) | Dados climatológicos para Hidrolândia (Posto Conceição) | Dados climatológicos para Hidrolândia (Posto Conceição) | Dados climatológicos para Hidrolândia (Posto Conceição) | Dados climatológicos para Hidrolândia (Posto Conceição) | Dados climatológicos para Hidrolândia (Posto Conceição) | Dados climatológicos para Hidrolândia (Posto Conceição) |
| Mês                                                          | Jan                                                     | Fev                                                     | Mar                                                     | Abr                                                     | Mai                                                     | Jun                                                     | Jul                                                     | Ago                                                     | Set                                                     | Out                                                     | Nov                                                     | Dez                                                     | Ano                                                     |
| ------------------------------------------------------------ | ------------------------------------------------------- | ------------------------------------------------------- | ------------------------------------------------------- | ------------------------------------------------------- | ------------------------------------------------------- | ------------------------------------------------------- | ------------------------------------------------------- | ------------------------------------------------------- | ------------------------------------------------------- | ------------------------------------------------------- | ------------------------------------------------------- | ------------------------------------------------------- | ------------------------------------------------------- |
| Chuva (mm)                                                   | 101,5                                                   | 145,3                                                   | 235,8                                                   | 205,0                                                   | 81,1                                                    | 19,0                                                    | 8,1                                                     | 1,1                                                     | 0,0                                                     | 0,0                                                     | 11,8                                                    | 43,9                                                    | 852,5                                                   |
| Fonte: Fundação Cearense de Meteorologia e Recursos Hídricos |                                                         |                                                         |                                                         |                                                         |                                                         |                                                         |                                                         |                                                         |                                                         |                                                         |                                                         |                                                         |                                                         |

## Demografia
De acordo com os resultados preliminares do Censo 2022, Hidrolândia possuía uma população de 17 855 habitantes, com uma densidade demográfica de 19,27 hab/km2. Entre 1970 e 2022, o tamanho da população do município permaneceu quase inalterado, crescendo apenas 2,4% durante todo o período. Para comparação, durante este período, o estado do Ceará cresceu 95,8% e o Brasil 114,9%. Em 2022, a população era composta por 8 986 homens (50,33%) e 8 869 mulheres (49,67%), resultando em 101,32 homens para cada 100 mulheres. Para comparação, essa proporção era de 93,85 homens para cada 100 mulheres no Ceará e 94,25 no Brasil.
A idade mediana da população de Hidrolândia em 2022 era de 35 anos, igual à do Brasil e ligeiramente superior à do Ceará, que era de 33 anos. Em termos de distribuição etária, o município experimentou um considerável envelhecimento populacional entre 1970 e 2022: o percentual da população com menos de 15 anos reduziu-se de 48,26% para 20,82%; a proporção de indivíduos na faixa etária de 15 a 64 anos aumentou de 47,61% para 65,27%; e a parcela com mais de 64 anos subiu de 4,13% para 13,91%. Em 2022, o índice de envelhecimento do município era de 66,83, superior ao índice estadual (50,63) e ao nacional (55,24).
Quanto à situação de domicílio, houve uma significativa urbanização ao longo das décadas. Em 1970, apenas 17,37% da população de Hidrolândia residia na zona urbana, enquanto em 2010 esse percentual havia aumentado para 57,20%.
No que diz respeito à composição racial, em 2022, a maior parte da população se identificava como parda (11 056 pessoas, 61,92%). Os brancos somavam 5 634 (31,55%), seguidos por 1 126 pretos (6,31%), 34 amarelos (0,19%) e 4 indígenas (0,02%).
A taxa de analfabetismo entre a população de 15 anos ou mais era de 21,29%. Esta taxa era mais elevada entre os homens, com 25,40%, em comparação com as mulheres, que apresentavam uma taxa de 17,17%. O analfabetismo era também mais prevalente entre os grupos etários mais avançados: 3,49% na faixa de 15 a 34 anos; 23,78% entre 35 a 64 anos; e 51,21% na população de 65 anos ou mais. No aspecto racial, a taxa de analfabetismo era mais alta entre as populações amarela (45,16%), preta (34,49%) e parda (21,43%). A população branca apresentava uma taxa de 17,83%, enquanto 100% da população indígena de 15 anos ou mais era alfabetizada.
Em 1991, o índice de Gini de Hidrolândia, que mede a desigualdade social, era de 0,43, classificando o município como o 18º menos desigual do estado do Ceará e entre os 5% menos desiguais do país.
A universalização do registro civil até 2030 é uma das metas dos  17 Objetivos de Desenvolvimento Sustentável (ODS) estabelecidos pela Organização das Nações Unidas (ONU). Em 2022, a cobertura de registro de nascimentos em cartório entre crianças de até 5 anos de idade em Hidrolândia era de 98,71%, comparada a 98,43% em 2010, indicando uma leve estagnação. Esse resultado contrasta com os avanços observados no estado do Ceará, onde a cobertura aumentou de 97,38% em 2010 para 99,30% em 2022, e no Brasil, que registrou um aumento de 97,32% para 99,26% no mesmo período.
Em 2010, Hidrolândia ocupava a 74ª posição entre os municípios do Ceará com maior percentual de crianças de até 5 anos de idade com registro civil de nascimento. No entanto, em 2022, o município passou a ocupar a 11ª posição entre os municípios cearenses com as menores coberturas de registro de nascimento em cartório.

## Economia
Hidrolândia possui uma economia menor que a mediana estadual. Em 2021, o Produto Interno Bruto (PIB) do município, a preços correntes, totalizou 185 milhões de reais. Desse valor, 177 milhões de reais (95,65%) correspondiam ao valor adicionado bruto total, enquanto 8 milhões de reais (4,35%) eram oriundos de impostos sobre produtos. O PIB per capita do município foi de 9 193,31 reais, sendo o 39º menor do estado.

### Agropecuária
A agropecuária foi o segundo setor mais relevante da economia local, responsável por 32,8 milhões de reais em 2021, o que representou 18,53% do valor adicionado bruto total do município.
Em 2023, o valor da produção agrícola de Hidrolândia foi de 7,77 milhões de reais, com 7 116 hectares cultivados. Desse total, 7 070 hectares correspondiam a lavouras temporárias, responsáveis por 7 milhões de reais, enquanto 46 hectares eram de lavouras permanentes, com valor de produção de 727 mil reais. As principais culturas do município foram milho, feijão e tomate:
- Milho: 2 370 toneladas cultivadas em 3 950 hectares, com valor de 2,64 milhões de reais;
- Feijão: 525 toneladas em 2 980 hectares, com valor de 2,48 milhões de reais;
- Tomate: 395 toneladas em 5 hectares, com valor de 1,4 milhão de reais.

Além dessas culturas, o município também produziu em lavouras temporárias: melancia, cana-de-açúcar, batata-doce e mandioca. Nas lavouras permanentes, destacaram-se: mamão, banana, coco-da-baía, manga, castanha de caju e laranja.
Em 2022, a produção pecuária de Hidrolândia incluía: 17 200 bovinos (dos quais 3 150 vacas de ordenha), 2 bubalinos, 520 equinos, 4 300 suínos (incluindo 750 matrizes), 9 800 caprinos, 28 000 ovinos, 76 000 galináceos (dos quais 31 000 galinhas) e 50 codornas.
A produção de produtos de origem animal totalizou 8,8 milhões de reais, incluindo: 2,9 milhões de litros de leite, no valor de 6,1 milhões de reais; 301 mil dúzias de ovos de galinha, no valor de 2,6 milhões de reais; 1 mil real em ovos de codorna; 7 toneladas de mel, no valor de 98 mil reais.
A aquicultura produziu 10 toneladas de tilápia, com valor de 125 mil reais.
Quanto à produção extrativa vegetal e silvicultura, em 2022 Hidrolândia produziu: 58 000 metros cúbicos de lenha, com valor de 1,5 milhão de reais; 10 toneladas de cera e pó de carnaúba, no valor de 121 mil reais; e 58 toneladas de carvão vegetal, no valor de 64 mil reais.
Em 2017, Hidrolândia contava com 372 estabelecimentos agroindustriais, cuja produção totalizou 1,5 milhão de reais. Desses estabelecimentos, 286 eram de agricultores familiares atendidos pelo Programa Nacional de Fortalecimento da Agricultura Familiar (Pronaf) e 86 de médios produtores rurais atendidos pelo Programa Nacional de Apoio ao Médio Produtor Rural (Pronamp). O principal produto foi o queijo, com uma produção de 85,6 toneladas e valor de 1,15 milhão de reais.

### Indústria
O setor indústrial, em 2021, teve a menor participação, com um valor adicionado de 8,8 milhões de reais, correspondendo a apenas 4,95% do valor adicionado bruto total.

### Serviços
O setor de serviços foi o principal contribuinte para a economia de Hidrolândia em 2021, com um valor adicionado de 135 milhões de reais, representando 72,52% do valor adicionado bruto total. Dentro desse setor, os serviços públicos destacaram-se, com um valor adicionado de 82 milhões de reais, compondo 46,51% do valor adicionado bruto.
Em 2022, o município contava com 315 empresas e organizações, que empregavam 1 540 pessoas, das quais 1 226 assalariadas, com um salário médio mensal de 1 885,93 reais. A maioria das empresas estava concentrada nas seguintes divisões:
- Comércio varejista: 91 empresas,
- Atividades de organizações associativas: 59 empresas,
- Educação: 26 empresas,
- Comércio e reparação de veículos automotores e motocicletas: 18 empresas.

A maior parte das ocupações formais no setor terciário estava relacionada ao serviço público (57,40%) e ao comércio varejista (11,43%). Os setores com os maiores salários médios mensais foram:
- Administração pública: 2.195,74 reais,
- Comércio e reparação de veículos automotores e motocicletas: 1.724,63 reais,
- Serviços especializados para construção: 1.692,45 reais,
- Atividades esportivas e de recreação e lazer: 1.603,54 reais.[30]

Em 2016, Hidrolândia contava com apenas um hotel. Além disso, o município possuía 8 fundações privadas e associações sem fins lucrativos e 14 entidades sem fins lucrativos.

### Assistência social
Em agosto de 2024, Hidrolândia contava com 5 597 famílias inseridas no Cadastro Único e 4 463 famílias com renda de até ½ salário mínimo.
Em setembro de 2024, o Programa Bolsa Família atendeu 3 493 famílias, beneficiando 9 153 pessoas (aproximadamente 50% da população), com um investimento total de 2,57 milhões de reais e um benefício médio de 736,94 reais por família. Além disso, 398 famílias foram beneficiadas pelo Programa Auxílio Gás dos Brasileiros, somando um investimento de 40,6 mil reais, com um benefício médio de 102 reais por família.

### Seguridade social
Em 2023, Hidrolândia possuía 4 934 beneficiários do Instituto Nacional do Seguro Social (INSS), dos quais 4 443 recebiam benefícios previdenciários e 491 eram beneficiários de assistência social ou de legislação específica. A distribuição dos benefícios previdenciários foi a seguinte:
- 3 342 aposentadorias, sendo 2 950 por idade, 219 por invalidez e 173 por tempo de contribuição;
- 1 019 pensões por morte;
- 69 auxílios;
- 13 outros benefícios previdenciários.[35]

Em dezembro de 2023, foram pagos 5,3 milhões de reais em benefícios previdenciários, com uma média de 1 203,19 reais por beneficiário. Na área urbana, 1 milhão de reais foram pagos a 733 beneficiários, com uma média de 1 396,10 reais por beneficiário. Na área rural, 4,3 milhões de reais foram pagos a 3 710 beneficiários, com uma média de 1 165,07 reais por beneficiário.
No total, os valores pagos em 2023 somaram 69,5 milhões de reais, sendo 13 milhões de reais destinados à área urbana e 56,5 milhões de reais à área rural.